# Dipoena aculeata
Dipoena aculeata är en spindelart som först beskrevs av Hickman 1951.  Dipoena aculeata ingår i släktet Dipoena och familjen klotspindlar.
Artens utbredningsområde är Tasmanien. Inga underarter finns listade i Catalogue of Life.